# Convenzione del Consiglio d'Europa per la protezione dei bambini contro lo sfruttamento e gli abusi sessuali
La Convenzione del Consiglio d'Europa per la protezione dei bambini contro lo sfruttamento e gli abusi sessuali o Convenzione di Lanzarote è un trattato multilaterale del Consiglio d'Europa, con cui gli Stati membri si accordano per criminalizzare alcune forme di abuso sessuale nei confronti dei bambini. È il primo trattato internazionale che affronta gli abusi sessuali nei confronti dei bambini che avvengono all'interno della famiglia.

## Contenuto
Gli Stati che ratificano la Convenzione si impegnano a criminalizzare ogni attività sessuale con bambini sotto l'età del consenso, a prescindere dal contesto in cui avvengono questi comportamenti; la Convenzione inoltre impone la criminalizzazione della prostituzione minorile e della pornografia infantile. La Convenzione intraprende alcune misure per prevenire lo sfruttamento sessuale dei minori, tra cui l'educazione dei bambini, il monitoraggio dei responsabili e il controllo e l'addestramento delle persone che lavorano o fanno volontariato con i bambini.

## Firma e ratifica
La Convenzione fu firmata il 25 ottobre 2007 a Lanzarote, in Spagna. Tutti gli stati del Consiglio d'Europa hanno firmato la convenzione (l'ultima a farlo è stata la Repubblica Ceca nel luglio 2014); è entrata in vigore il 1º luglio 2010, dopo essere stata ratificata da cinque stati.
A aprile 2018, il trattato è stato ratificato da 42 Stati:
- Albania
- Andorra
- Austria
- Belgio
- Bosnia ed Erzegovina
- Bulgaria
- Cipro
- Croazia
- Danimarca
- Estonia
- Finlandia
- Francia
- Georgia
- Germania
- Grecia
- Islanda
- Italia
- Lettonia
- Liechtenstein
- Lituania
- Lussemburgo
- Macedonia del Nord
- Malta
- Moldavia
- Monaco
- Montenegro
- Paesi Bassi
- Polonia
- Portogallo
- Rep. Ceca
- Romania
- Russia
- San Marino
- Serbia
- Slovacchia
- Slovenia
- Spagna
- Svezia
- Svizzera
- Turchia
- Ucraina
- Ungheria

Sebbene scritta per gli Stati del Consiglio d'Europa, la Convenzione è aperta alla firma anche degli Stati che non sono parte del Consiglio; tuttavia, solo Stati membri l'hanno firmata.

## In Italia
La legge di ratifica della Convenzione di Lanzarote è stata nella gestione dell'iter parlamentare equiparata alla ratifica di una fonte del diritto internazionale quale ad esempio è un trattato Le pene per i clienti sono state aumentate fino 6 anni di carcere, 6.000 euro di multa, oltre ad introdurre il raddoppio dei tempi di prescrizione «per i reati di cui alla sezione I del capo III del titolo XII del libro II del codice penale».
Nel 2016, a ben quattro anni dalla ratifica e a otto dalla stipula della Convenzione, sono stati resi noti i dati sul primato mondiale dell'Italia nel turismo sessuale minorile, particolarmente rivolto alle mete del continente asiatico.